# Liwonde
Liwonde è un centro abitato del Malawi, situato nella Regione Meridionale.